# 引信
引信是一種軍用的零部件，根據客戶的需要有多種設計方案，這個產品的主要功能是引爆弹头，發射前需安裝在榴彈上，有些是撞擊起爆，而有些是感應或延遲起爆等，需要設定定時時間或轉動距離刻度環調整。

## 設計重點
引信的設計重點可以歸納如下：
- 設計與結構的簡單化。
- 對武器外型的影響程度極小。
- 製造成本必須經濟。
- 結構緊緻以利安裝於武器系統內。
- 儲藏、運輸和裝卸簡便。
- 良好的安全性。

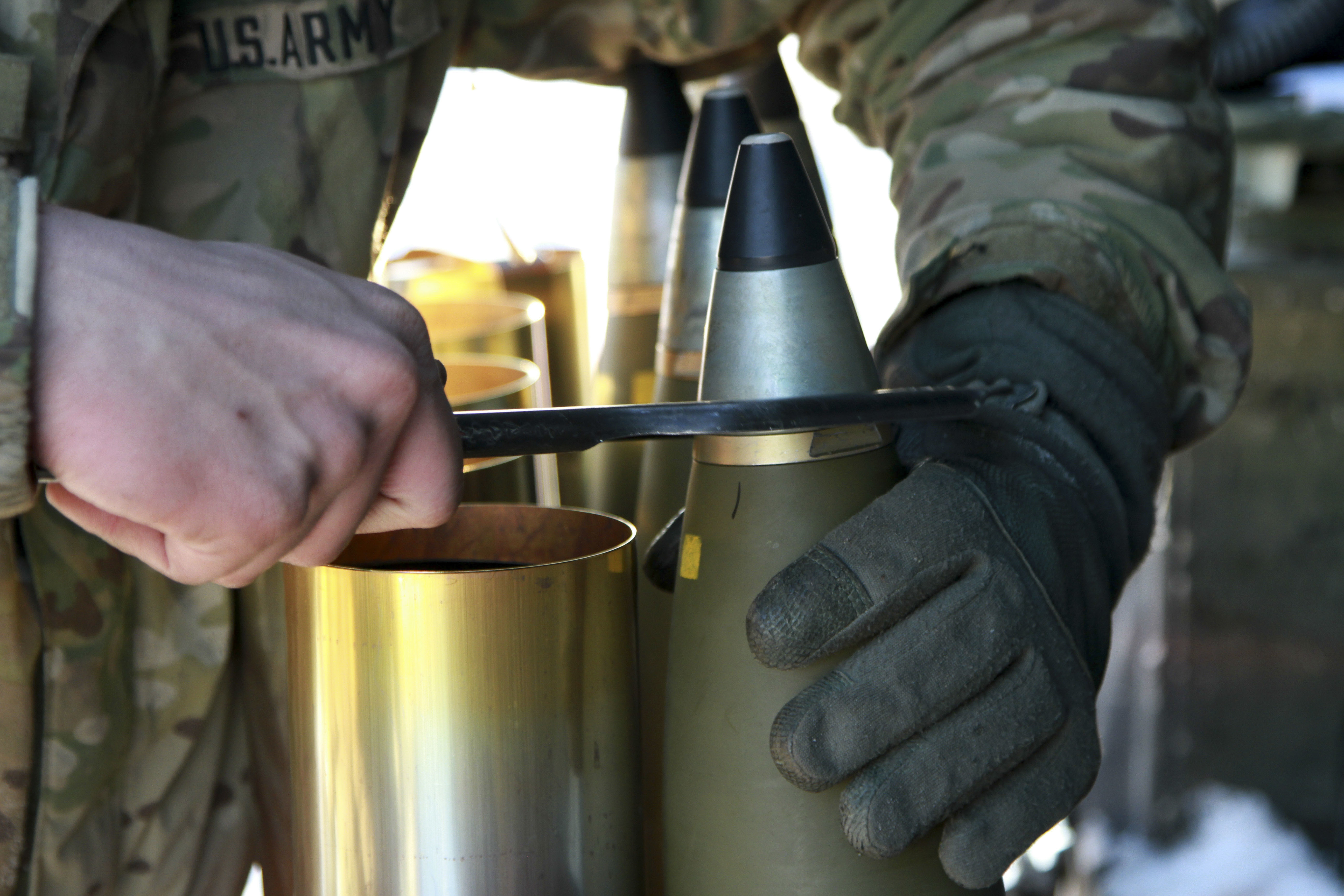
在105毫米砲彈上安裝此部件準備進行發射。

- 對武器射擊或發射時產生的額外力量有足夠的保護。
- 可靠性佳，不易失效。

在實務層面，這些考量重點往往互相矛盾，例如為增加引信的安全性，則引信結構就會變得複雜，進而增加製造的成本；反之，簡單的引信設計隨之而來的就是不安全性和不可靠性。
截至目前為止，已有各式各樣的引信被設計、製造和使用，但這些引信都具有一個共同的目標：使彈頭能於「最佳引爆點」啟動「彈頭酬載」，發揮其內含的能量，以摧毀目標。以下依引信的作用方式來對引信進行分類。

## 時間引信
時間引信（Time Fuze）是利用機械、電子、煙火、化學、輻射或其他方式計量時間，一旦達到預定時間，便啟動以引爆酬載。
這類引信通常可於事先設定啟動時間。例如機械定時方式是利用一簡單的齒輪時鐘；而電子定時方式類似鐘錶，利用類比或數位電子計時器，大多用於照明彈、地雷、炸彈以及少數高爆砲彈上。時間調整的範圍依彈頭種類可短至數秒，長至數小時甚至數天。

## 觸發引信
觸發引信（Impact Fuze）為一種藉由與目標的直接物理性接觸，進而引爆彈頭的引信。至於實際的引爆時間則視觸發引信的設計而定，可在目標外或目標內啟動。
此種引信設計的困難點在於與目標產生直接物理性接觸時的感測效果，特別是目標硬度不足，或並不垂直於彈頭彈道時最為明顯。以飛機為例，其蒙皮薄且硬度低，若觸發引信避免飛行時的空氣阻力引爆彈頭而將感測和啟動臨界值設定較高，下場就是彈頭在飛機上穿孔而未引爆，對目標不構成致命性破壞。
依其在彈頭內的位置，又可分為三類：

### 彈尖引爆（Point-Detonating）觸發引信
引信設置於彈頭鼻錐部，其優點為在撞擊目標可立即反應。早期彈頭所使用的引信多屬此類，目的在破壞目標表面。

### 彈底引爆（Base-Detonating）觸發引信
引信設置於彈頭底部，主要為穿甲類武器採用。當彈頭撞擊至目標時，需經一段時間後引信方能因壓力而啟動，因此酬載被引爆時，彈頭已深入目標內部，又稱為觸發延時（impact delayaction）引信。

### 彈尖激發－彈底引爆觸發引信
這類引信主體部分仍裝置於彈底，但彈尖處仍裝置一感測器，當撞擊目標時感測器會產生電流並傳導至彈底的引信，並引爆底火和酬載。此類引信多用於反裝甲成形彈頭，這是因為當其在與目標接觸瞬間，即須產生爆波由後向前傳遞造成噴流，以熔穿裝甲。

## 近發引信
近接信管是一種在彈頭未與目標接觸的情形下，引爆酬載以獲致最大摧毀效應的引信。
不同於觸發引信藉由直接接觸來啟動或引爆彈頭酬載，而是以目標特性為啟動依據。目標特性可能包括反射無線電信號、感應磁場、截斷光波、製造壓力或產生音波等。此種引信的優點在於使彈頭酬載對目標的摧毀機率和效應增大，但相對地也會使引信對「最佳起爆點」的性能需求提高，增加設計困難性和製造成本；又如果同時出現多個目標，此類引信還必須能辨認並鎖定彈頭所應攻擊的目標。
引信的啟動可經由任何機械結構或能量形式來啟動，如電磁（Electromagnetic）、靜磁（Magnetostatic）、靜電（Electrostatic）或音響（Acoustic）等，然而，自然環境會影響能量的擴散或衰減等參數，進而直接關係到引信的啟動效率和效能。依啟動引信方式的不同，可以將近發引信作以下的區分：

### 靜磁式近發引信
因飛機或戰艦等物體具有一定磁場，在移動時會使地球磁場產生某種程度的干擾與微小變化，藉由偵測這些干擾或變化，經過一適當的放大和轉換，達成啟動和引爆酬載的一種引信。

### 聲波式近發引信
聲波式引信藉由感測來自目標產生的聲波以啟動和引爆酬載的一種引信。由於聲波的特性與目標的物理性質直接相關，因此引信的設計必須避免誤判而提早或延遲啟動和引爆彈頭酬載。

### 靜電式近發引信
本類引信藉由感應目標與彈頭之間的電荷差異和彼此強度以啟動和引爆彈頭酬載，但在實際設計與使用上，遇有天候不佳或其他原因時，雨水或水蒸氣會將彈頭與目標上的電荷帶走，導致引信功能的喪失。

### 壓力式近發引信
本類引信具一壓力感測器，用以感測環境的堅力變化，當壓力到達一臨界值就會啟動並引爆彈頭酬載。然而迄今為止，氣壓或水壓感測型引信在技術面上仍有未臻之處，故尚未進入實用階段。

### 光學式近發引信
本類引信藉由目標輻射或反射的光學訊號，經由引信內部的元件過濾、聚焦和放大後，某一特定波長（如紅外線）的光學訊號將轉換為電流，以啟動和引爆彈頭酬載。此類引信具有高度精確性，但易受天候影響，且特殊類型的引信量產困難度高。